# نابرابری در کمبود آب تهران

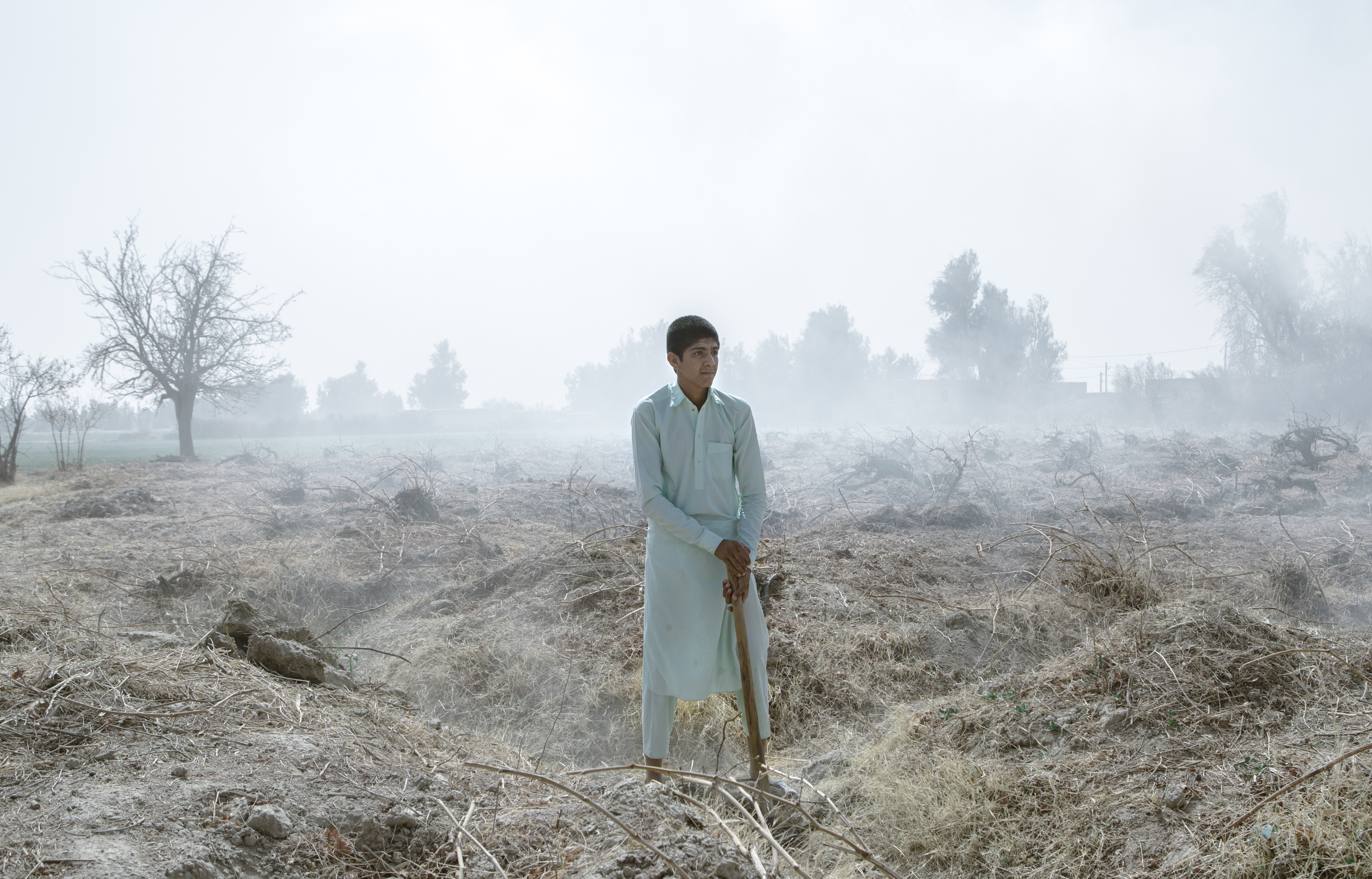

نابرابری کم آبی تهران پیامد کمبود آب در ایران است. ایران در دهه‌های اخیر با بحران کم‌آبی شدیدی مواجه بوده است که میلیون‌ها نفر را در سراسر کشور تحت تأثیر قرار داده است. این بحران در درجه اول به دلیل ترکیبی از تغییرات محیطی، مدیریت ضعیف منابع و شیوه های کشاورزی ناپایدار است که در مجموع باعث کاهش قابل توجه ذخایر آب سطحی و زیرزمینی شده است. بهره‌برداری بیش از حد از منابع آب ، ناامنی غذایی و چالش‌های مهاجرت داخلی را تشدید کرده است. تکنیک های کشاورزی ناکارآمد، همراه با ساخت سدها، سیستم های آب طبیعی را مختل کرده است. علاوه بر این، عوامل سیاسی - مانند یارانه ها و فساد مرتبط با سپاه پاسداران انقلاب اسلامی - بحران را تشدید کرده است.
در تیر ۱۴۰۴، عباس علی‌آبادی، وزیر نیرو، بحران آب را «قطعی آب» خواند و تاکید کرد که تهران در بدترین وضعیت منابع آبی در ۱۰۰ سال اخیر قرار گرفته است، او همچنین هشدار داد که در مناطق شرق و شرق جنوب استان تهران آب در عرض یک ماه به دلیل خروج از مدار سد ماملو تمام خواهد شد.
بر اساس مقاله‌ای که در سی‌ان‌ان در تاریخ ۹ مرداد ۱۴۰۴ منتشر شد، تهران به دلیل بحران شدید آبی که با آن روبه‌رو است، ظرف چند هفته کاملاً خشک خواهد شد. بر اساس کارشناسان نقل‌شده در مقاله، پایتخت ایران تنها چند هفته با «روز صفر» فاصله دارد - روزی که شیرهای آبی برای بخش‌های بزرگی از شهر خشک می‌شوند.

## جزئیات
شهر تهران ، پایتخت، که حدود ۱۸ درصد از جمعیت ایران را در خود جای داده است، مظهر چالش های مرتبط با آب کشور است. قابل توجه است که این شهر با نابرابری های شدید در تامین آب مواجه است: مناطق فقیرنشین با تامین آب ناکافی و کیفیت آب خطرناک دست و پنجه نرم می کنند، در حالی که مناطق مرفه که محل اسکان بسیاری از نخبگان اقتصادی کشور - از جمله مقامات بلندپایه دولتی و سپاه پاسداران انقلاب اسلامی (سپاه) هستند - تا حد زیادی از این سختی ها مستثنی هستند. این محله های ممتاز دارای استخرهای خصوصی متعدد و فضاهای سبز وسیع هستند.
ایران به دلیل ترکیبی از تغییرات آب و هوایی ، رشد جمعیت و چندین دهه مدیریت ضعیف با بحران شدید آب مواجه است. این کشور بیش از حد از منابع آبی خود استفاده می کند و مسائل مربوط به ناامنی غذایی و مهاجرت را تشدید می کند. اقدامات کشاورزی ناکارآمد و ساخت سدها به جریان های طبیعی آب آسیب رسانده است. عوامل سیاسی، از جمله یارانه ها و فساد مرتبط با سپاه پاسداران انقلاب اسلامی، بحران را بدتر می کند. اعتراضات فزاینده عمومی و اختلافات بین المللی بر سر منابع آب بر ضرورت یک تغییر اساسی در مدیریت و حکمرانی آب تاکید دارد. تهران در حال حاضر با کمبود شدید آب دست و پنجه نرم می کند که ناشی از کاهش بارندگی، برداشت بیش از حد آب های زیرزمینی و زیرساخت های قدیمی است. سیستم مدیریت آب ایران گرفتار طرفداری سیاسی است، جایی که سپاه و سایر نهادهای مرتبط با سیاسی منابع آب را کنترل می‌کنند و پروژه‌ها را برای منافع سیاسی و اقتصادی به جای نیاز عمومی در اولویت قرار 
این بحران منجر به کاهش قابل توجه فشار آب و تخلیه مخازن به ویژه در مناطق جنوبی شهر شده است. در حال حاضر، سه سد از پنج سد اصلی تامین‌کننده تهران به سطوح بسیار پایینی نزدیک می‌شوند که مقامات را بر آن می‌دارد تا از مردم بخواهند تلاش‌های صرفه‌جویی در مصرف آب را تشدید کنند. چشم انداز بلندمدت تاریک باقی می ماند که با خشکسالی مداوم و اثرات نامطلوب تغییرات آب و هوایی تشدید می شود. ذخایر سدهای تهران در سال ۲۰۲۳ به میزان ۵ درصد کاهش یافته است و کل ذخیره سازی تنها ۲۶ درصد ظرفیت 
مسئله کم آبی در تهران به طور یکسان در سطح شهر تجربه نشده است. تفاوت های قابل توجهی بین محله ها وجود دارد. به دلیل ترکیبی از عوامل جغرافیایی، اجتماعی-اقتصادی و زیرساختی، نواحی شمالی و جنوبی تهران با سطوح متفاوتی از چالش های کم آبی مواجه هستند. ولسوالی های شمالی از نزدیکی خود به منابع آب کوهستانی سود می برند که به آنها مزیت استراتژیک از نظر تامین آب می دهد. این نزدیکی جغرافیایی این مناطق را قادر می‌سازد تا فشار آب ثابت‌تری را حفظ کنند و به آب با کیفیت بالاتر دسترسی داشته باشند، برخلاف مناطق جنوبی، که اغلب از این نظر محروم 
مناطق ثروتمند شمال تهران به طور قابل توجهی از سرمایه گذاری های بیشتر در زیرساخت های آب بهره مند شده اند که در نتیجه سیستم های توزیع پیشرفته تر و تسهیلات ذخیره سازی افزایش یافته است. در مقابل، محله‌های کمتر ثروتمند اغلب به زیرساخت‌های قدیمی یا ناکافی وابسته هستند که چالش‌های تامین آب را تشدید می‌کند، به ویژه در دوره‌های خشکسالی. این نابرابری در دسترسی به آب، نابرابری‌های اجتماعی-اقتصادی عمیق‌تر در شهر را برجسته می‌کند. ساکنان شمال تهران حتی در زمان اوج تقاضا خدمات بی وقفه آب را تجربه می کنند، در حالی که در مناطق جنوبی جیره بندی آب بیشتر است. این نابرابری به طور گسترده نشان دهنده رفتار ترجیحی با مناطق ثروتمندتر تلقی می شود. از لحاظ تاریخی، سیاست‌های توسعه شهری به نفع شمال تهران بوده و به توزیع ناعادلانه منابع آب کمک کرده 

## همچنین ببینید
- کمبود آب در ایران
- بحران اب در ایران
- بحران آب در ایران ۱۴۰۴